# XDS Astana Team

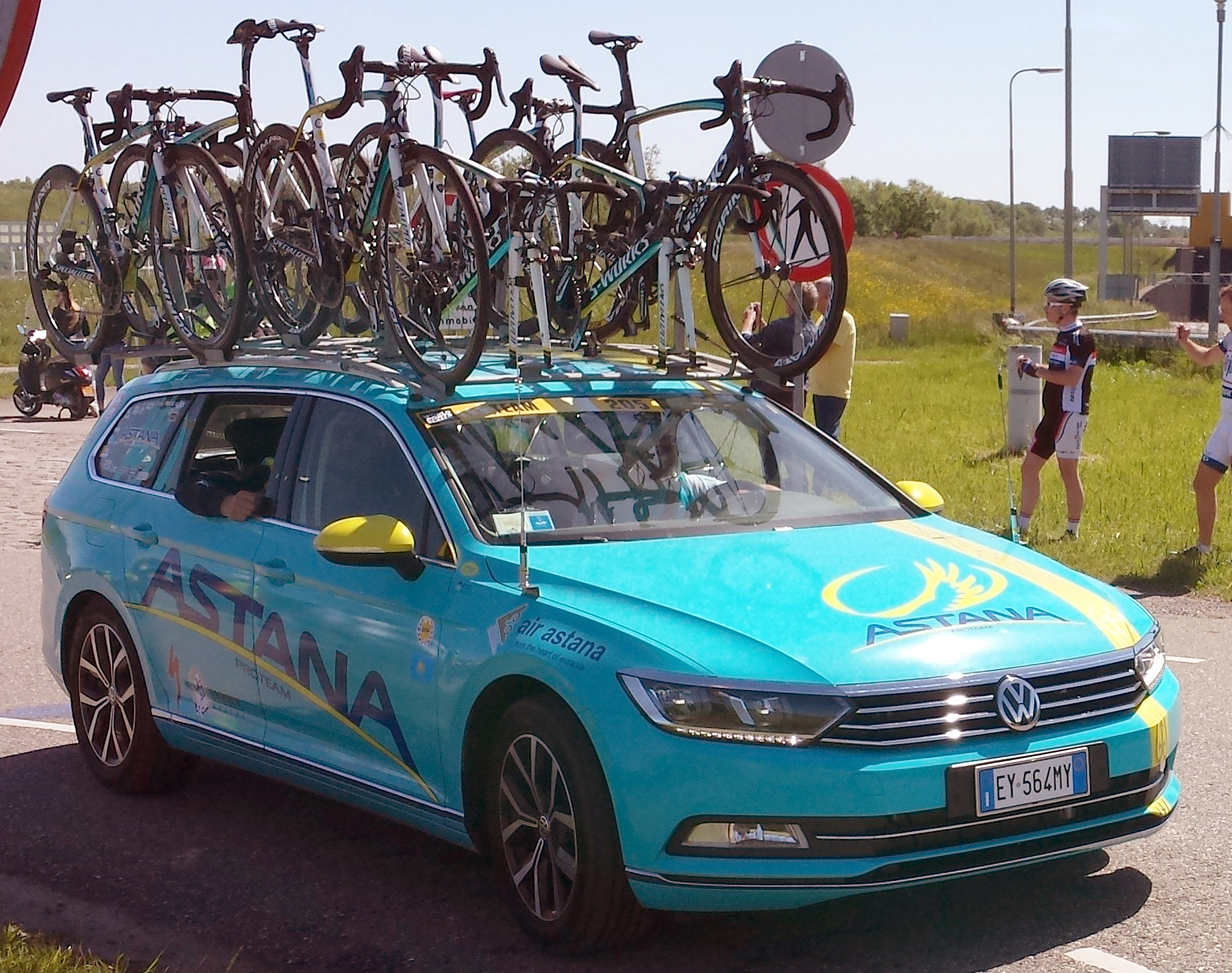
Vehículo de servicio del equipo en el World Ports Classic 2015.

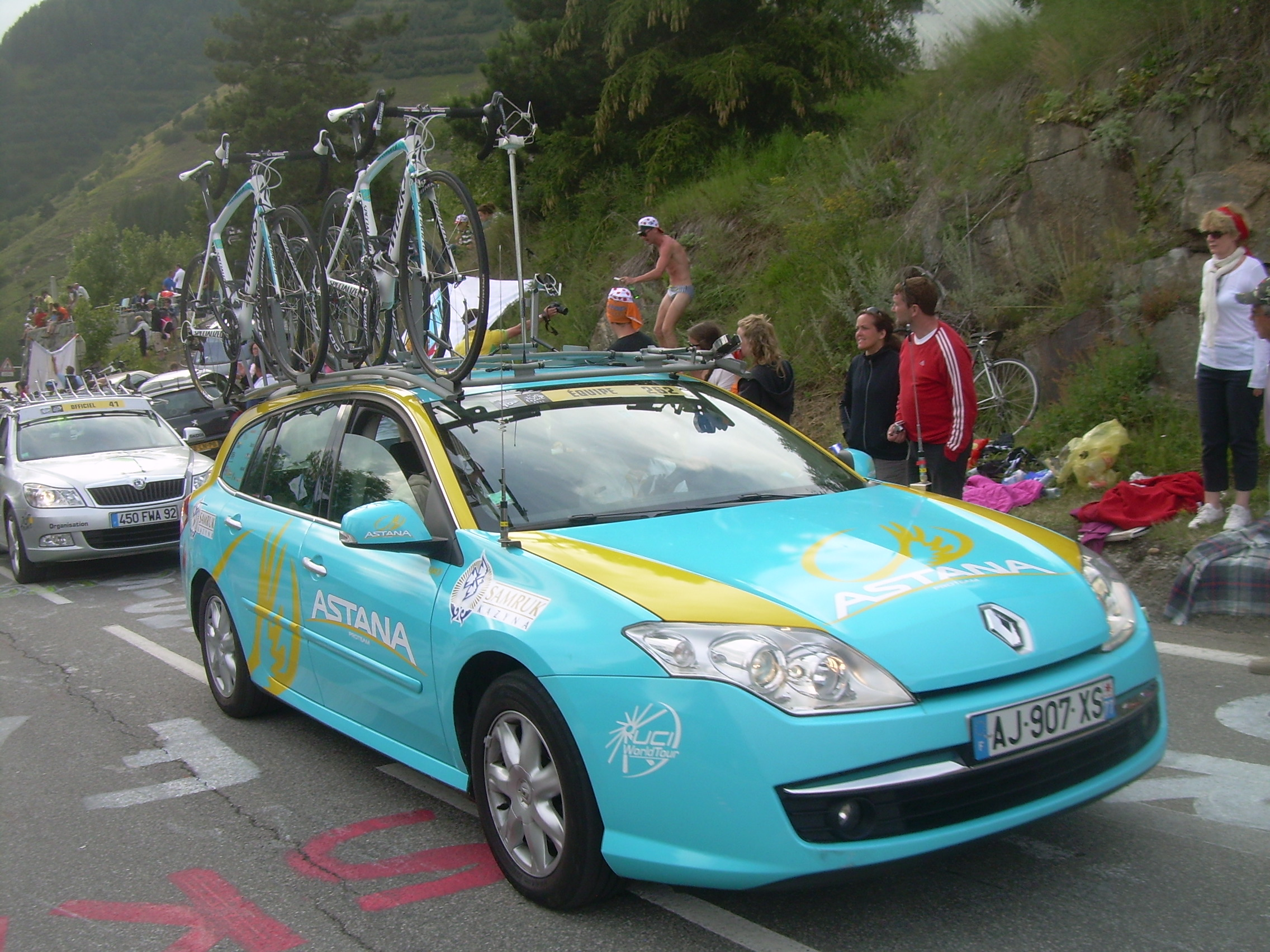
Coche del Astana en la 19.ª etapa del Tour de Francia 2011, en la subida a Alpe d'Huez.

XDS Astana Team (código UCI: XAT) es un equipo ciclista con licencia kazaja patrocinado por el Gobierno de Kazajistán, mediante una coalición de empresas públicas. Es de categoría UCI WorldTeam, por lo tanto participa en el UCI WorldTour y en algunas carreras del Circuito continental. Su mánager general es el ex ciclista del equipo Alexandre Vinokourov.
Entre sus victorias más destacadas se encuentran dos Tour de Francia (Alberto Contador en 2009 y Vincenzo Nibali en 2014), tres Giro de Italia (Alberto Contador en 2008 y Vicenzo Nibali en 2013 y 2016) y dos Vuelta a España (Alberto Contador en 2008 y Fabio Aru en 2015).

## Historia

### Origen: de la Operación Puerto a un equipo kazajo

#### Detención de Manolo Saiz
El 23 de mayo de 2006, Manolo Saiz (máximo responsable y cabeza visible del equipo Liberty Seguros, antigua ONCE) fue detenido por la Guardia Civil. En el momento de su detención portaba un maletín con 60 000 euros en efectivo y una bolsa isotérmica con sustancias dopantes, dándose la circunstancia de que esa misma tarde debía dirigirse a los Pirineos para allí reunirse con sus ciclistas, dentro de la concentración de preparación previa al Tour de Francia. Saiz fue liberado al día siguiente (24 de mayo), tras haber confirmado en su declaración que parte de sus ciclistas recurrían a los servicios de la red de Fuentes.

#### Adiós de Liberty Seguros
El 25 de mayo, dos días después de las detenciones, la empresa de seguros Liberty Seguros retiró su patrocinio al equipo de Manolo Saiz, por los daños causados a su nombre y al ciclismo. De esta manera el equipo se quedó sin la financiación de su principal patrocinador, cuando la temporada se encontraba en pleno inicio. La escuadra pasó así a llamarse únicamente Würth Team (el copatrocinador que permaneció financiando al equipo), borrando las referencias a Liberty de sus maillots, coches y autobuses para participar en la Euskal Bizikleta.

#### Retiro temporal de Saiz
Saiz, quien en un primer momento había mentido a su equipo asegurando que lo que portaba en el momento de su detención no eran sustancias dopantes sino productos contra el asma, anunció el 8 de junio su retiro temporal de la dirección del equipo (siendo relevado por el hasta entonces adjunto Marino Lejarreta), así como de sus funciones en organismos internacionales. Antes de su retiro había trabajado en encontrar un nuevo patrocinador para el equipo.

#### Llegada del dinero kazajo: Astana
El nuevo patrocinador finalmente llegó de Kazajistán, país del corredor estrella del equipo, Alexander Vinokurov, quien llamó personalmente al primer ministro de Kazajistán, antiguo ciclista y presidente de la federación de ciclismo. A cambio de un patrocinio de ocho millones de euros, el equipo pasaba a llamarse Astana-Würth Team, al ser Astana el nombre de la capital del país y del principal holding empresarial kazajo y continuar Würth como copatrocinador de la formación, de la que seguía siendo propietaria Active Bay (propiedad a su vez de Manolo Saiz). El nuevo maillot (con el color azul turquesa de la bandera kazaja) fue estrenado el 23 de junio de 2006, en el Campeonato de España en contrarreloj.

#### La implicación de equipo y ciclistas, publicada
El 25 y 26 de junio el diario El País publicó que más de la mitad de la plantilla del equipo fue identificada por la Guardia Civil entre los clientes de la red de dopaje desarticulada. Entre la documentación intervenida en los registros a las viviendas de Eufemiano Fuentes, se hallaron hojas de impresora del programa Excel oficiales del equipo Liberty Seguros, que contenían calendarios de preparación individualizados para varios de sus corredores; dichos calendarios de preparación incluían medicamentos (EPO, hormona del crecimiento, IGF-1, HMG o parches de testosterona) y extracciones/reinfusiones sanguíneas. También se halló en poder de Fuentes una tarjeta plastificada de 2004 con los nombres y números de teléfono (de casa y de móvil) de técnicos y ciclistas del equipo.
Se reveló asimismo que los médicos oficiales del equipo tendrían como función "apagar los fuegos" creados por Fuentes, es decir, evitar que las prácticas dopantes de sus corredores supusieran positivos en los controles antidopaje.
Tras estas revelaciones, la participación del equipo en el Tour de Francia 2006 quedó seriamente comprometida tras descubrirse la implicación de responsables y ciclistas de la formación en la red de dopaje desarticulada, no pudiendo disputar finalmente la Grande Boucle (véase abajo).

#### Fuera del Tour de Francia 2006

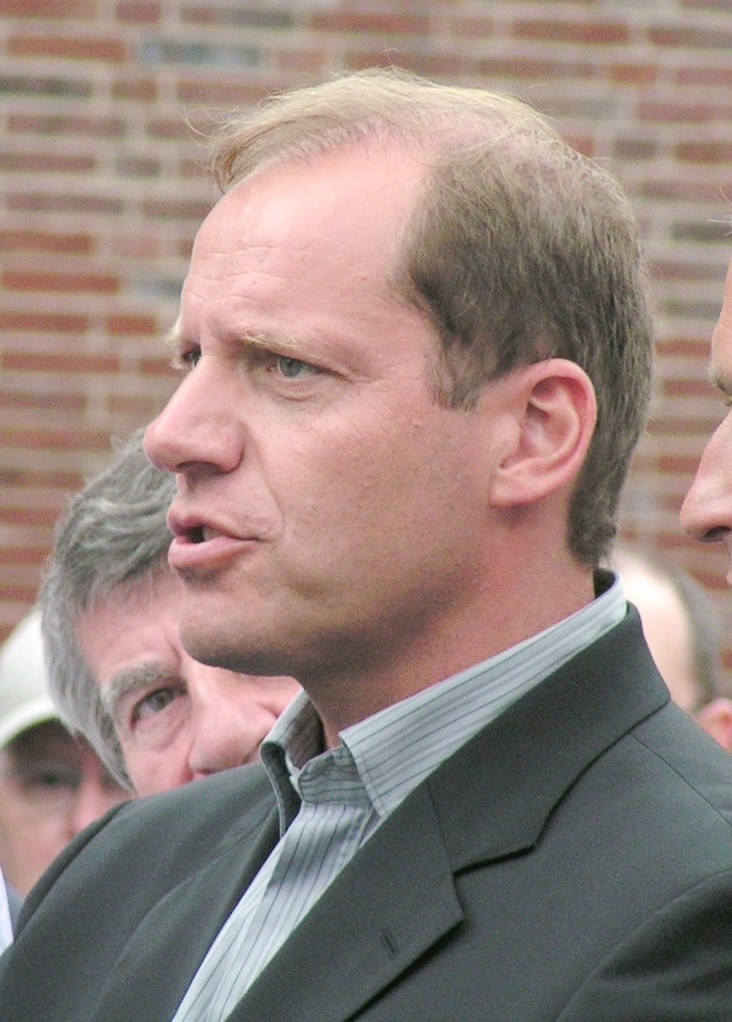
Christian Prudhomme, director del Tour de Francia.

El 22 de junio el Astana-Würth (continuador del Liberty Seguros y propiedad de Manolo Saiz) fue ratificado para su disputa en el Tour de Francia 2006 por la UCI, al no disponerse en ese momento de suficientes pruebas en contra del equipo. Sin embargo, el 25 y 26 de junio el diario El País publicó un extenso reportaje sobre la investigación del caso realizada por la Guardia Civil, revelándose la implicación de responsables y ciclistas (más de la mitad del total) en la red de dopaje desarticulada.
Como consecuencia de dichas revelaciones, el 26 de junio por la tarde el director del Tour de Francia comunicó por fax al equipo (así como a la UCI y la Asociación de Equipos) que no permitiría su participación en la prueba tras las informaciones publicadas para mantener el buen nombre de la Grande Boucle, amparándose en su derecho de no admitir a formaciones indeseables. El equipo recurrió esa decisión, y el 29 de junio el TAS autorizó al equipo a participar en el Tour, en contra de la tesis de la organización.
Ese 29 de junio el juez Serrano levantó parcialmente el secreto de sumario, y el CSD español envió a la UCI y a las autoridades francesas un resumen de 50 páginas del informe de 500 páginas realizado por los investigadores de la Guardia Civil. La organización, tras estudiar el informe, excluyó el 30 de junio (un día antes del inicio de la carrera) a cinco (Beloki, Contador, Davis, Nozal y Paulinho) de los nueve inscritos por el equipo por su implicación en la trama de dopaje. El director de la Grande Boucle, Christian Prudhomme, acusó a la formación de practicar un dopaje organizado, y sugirió que de haber dispuesto del informe 24 horas antes el propio TAS habría negado al equipo la posibilidad de tomar parte en la ronda gala.
El hecho de que más de la mitad de los corredores inscritos por la formación se encontraran en dicha situación hizo que los cuatro ciclistas del equipo inscritos y no implicados (incluido el jefe de filas llegado para ese año, Alexander Vinokourov) tampoco pudieran participar al no contar la escuadra con el mínimo requerido de corredores (cinco) para poder tomar la salida.
Por este motivo, finalmente ningún ciclista del equipo continuador del Libery Seguros, a cuyos corredores clientes se refería Eufemiano Fuentes como los azules por el color de su maillot, tomó la salida de una ronda gala que empezaba el 1 de julio en Estrasburgo.

#### Adiós del copatrocinador Würth
La empresa Würth, copatrocinadora del equipo, abandonó el patrocinio de la formación de Active Bay el 4 de julio como consecuencia de la no participación en el Tour de Francia. La firma alemana recordó que ya había advertido a los dirigentes de la escuadra que en caso de que el conjunto fuera excluido de alguna competición dejaría de patrocinarlo. Como consecuencia de la marcha de Würth, el equipo pasaba a llamarse únicamente Astana.

#### Dominio kazajo en la Vuelta

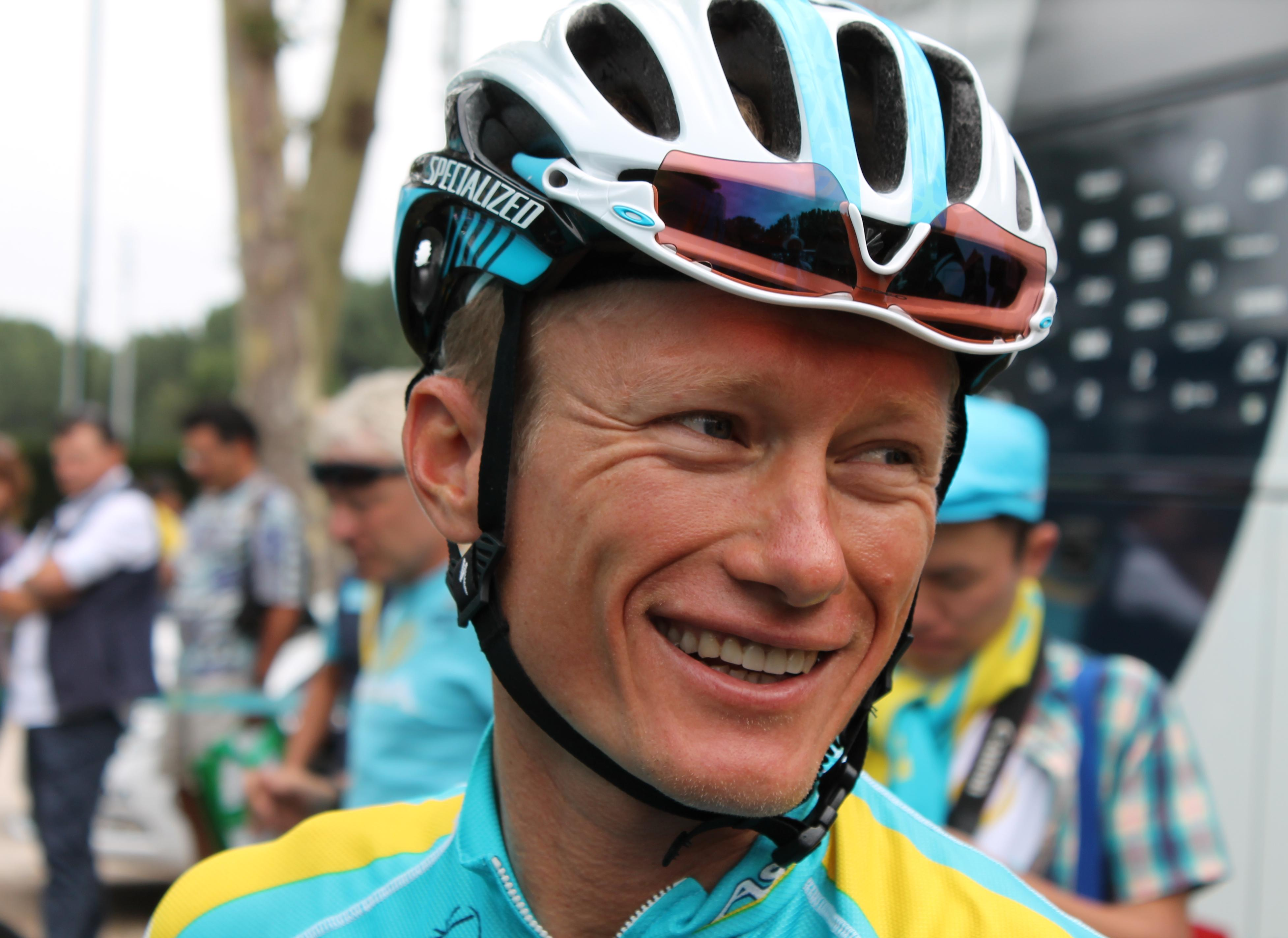
Alexander Vinokourov, ganador de la Vuelta a España 2006.

Alexander Vinokourov ganó la Vuelta a España, haciéndose con el maillot oro de la general. En el podio final de Madrid estuvo acompañado por su compatriota y compañero de equipo Andrey Kashechkin, que terminó tercero. Ambos ciclistas esquivaron un control antidopaje sorpresa (antes de la 15.ª etapa): eran los dos únicos ciclistas del Astana que ya viajaban a la salida (y por tanto no estaban el resto del equipo) cuando llegaron los controladores de la UCI para tomar unas muestras.

#### Desaparición y legado
La estructura de Manolo Saiz desapareció oficialmente el 15 de diciembre de 2006, cuando la UCI retiró la licencia ProTour a Active Bay (empresa de Saiz y Antón propietaria del equipo). La decisión de la UCI se debió a que Active Bay no podía garantizar el respaldo de un patrocinador para la siguiente temporada (2007).

### Inicios y caída de Biver y Vinokourov
Los inversores kazajos decidieron crear un equipo independiente para la siguiente temporada (2007), desvinculado de la estructura de Manolo Saiz. Así, se creó un nuevo equipo Astana dirigido por Marc Biver, dueño de la sociedad suiza Zeus Sàrl, propietaria de la licencia ProTour concedida por la UCI el 18 de diciembre. El jefe de filas del nuevo Astana seguiría siendo Alexander Vinokourov, integrándose gran parte de la plantilla del Astana 2006 de Active Bay (Manolo Saiz) en el Astana de 2007 de Zeus Sàrl (Marc Biver).

#### 2007: positivos de Vinokourov y Kashechkin

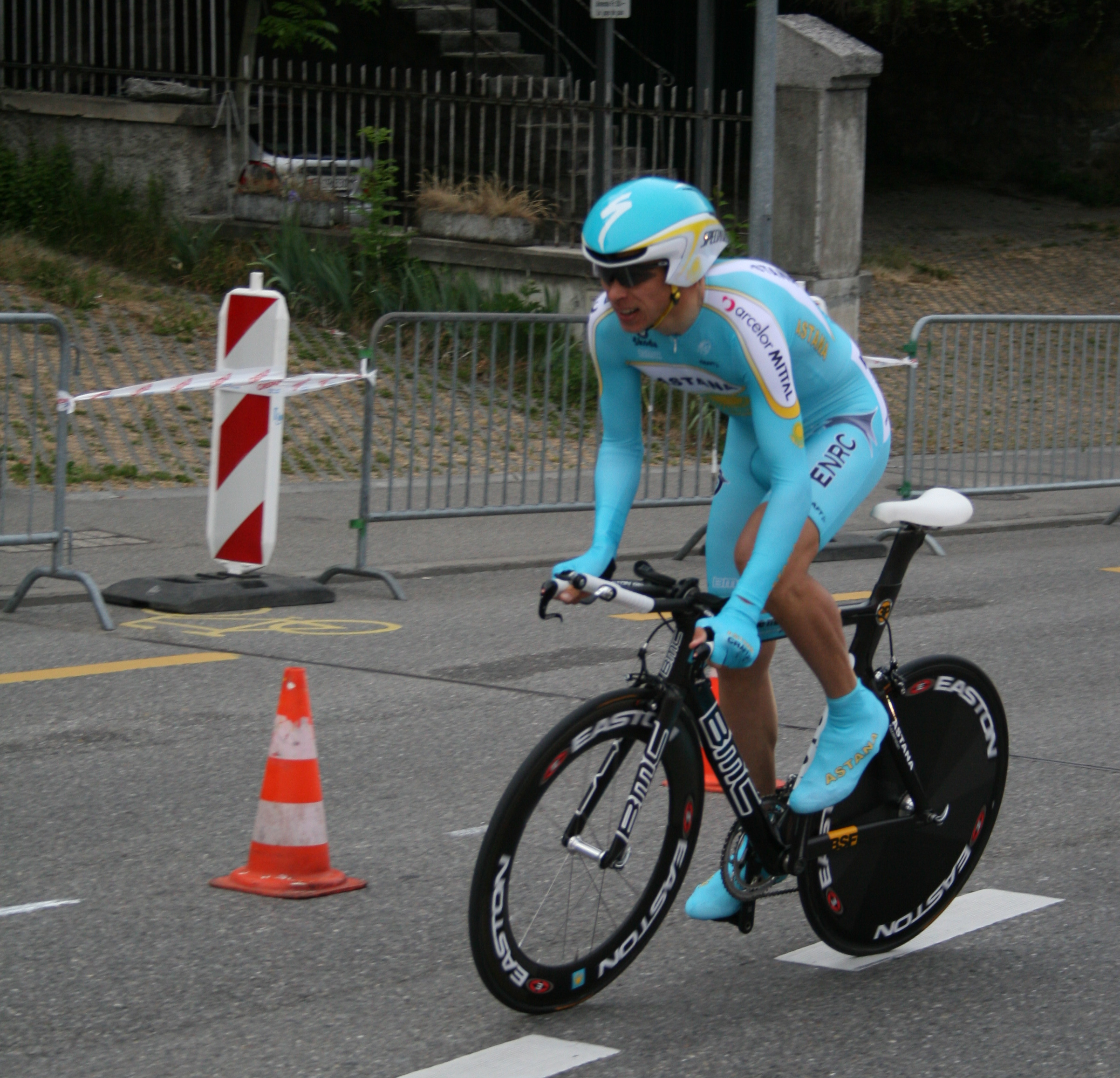
Andrey Kashechkin.

En el Tour de Francia 2007 sufrió un nuevo escándalo de dopaje con el doble positivo de Vinokourov y Andrey Kashechkin, ambos por transfusión sanguínea homóloga.

### La era Bruyneel
El escándalo del Tour de Francia 2007 obligó a Daniyal Akhmetov (presidente de la federación ciclista kazaja y primer ministro de su país) a buscar la fundación de una tercera versión del Astana para 2008. Esta vez, con sede en Luxemburgo y en manos del belga Johan Bruyneel, que contó con la estructura del desaparecido Discovery Channel y varios corredores del mismo, entre ellos el campeón del Tour de Francia 2007, el español Alberto Contador.

#### 2008: Giro y Vuelta con Contador

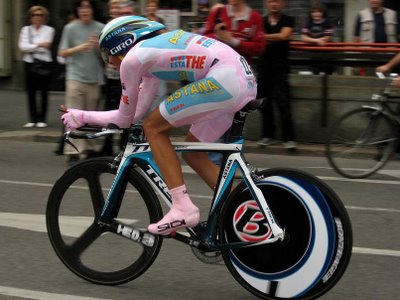
Alberto Contador, con la maglia rosa de líder de la clasificación general del Giro de Italia, en la CRI final de Milán.

Pese a la nueva estructura del equipo, la organización del Tour anunció que el equipo Astana no sería admitido ese año, lo cual dejaba a Alberto Contador, vigente campeón de la máxima prueba ciclista, sin posibilidad de defender su título, pese a que este no había estado en el equipo en 2007, cuando saltaron los positivos de Vinokourov y Kashechkin. Contador, pese a saber que en caso de irse a otro equipo podría participar en el Tour, decidió permanecer en el equipo.
No obstante, la temporada resultó satisfactoria para el Astana pese a su ausencia en las carreteras francesas. Alberto Contador ganó varias pruebas durante la primavera, entre ellas la prestigiosa Vuelta al País Vasco, en la que también conquistó dos etapas.
En mayo de 2008, el alemán Andreas Klöden se impuso en el Tour de Romandía y Contador ganó el Giro de Italia, pese a que su equipo fue invitado a última hora, cuando él estaba de vacaciones en la playa con su novia Macarena. Posteriormente, el ciclista español ganó la Vuelta a España 2008, consiguiendo así alzarse con la triple corona de las tres grandes vueltas por etapas del calendario internacional (Tour, Giro y Vuelta). En el podio le acompañó, ocupando el segundo puesto en la clasificación general, su compañero Levi Leipheimer.

#### 2009: Tour para Contador, podio de Armstrong y escisión

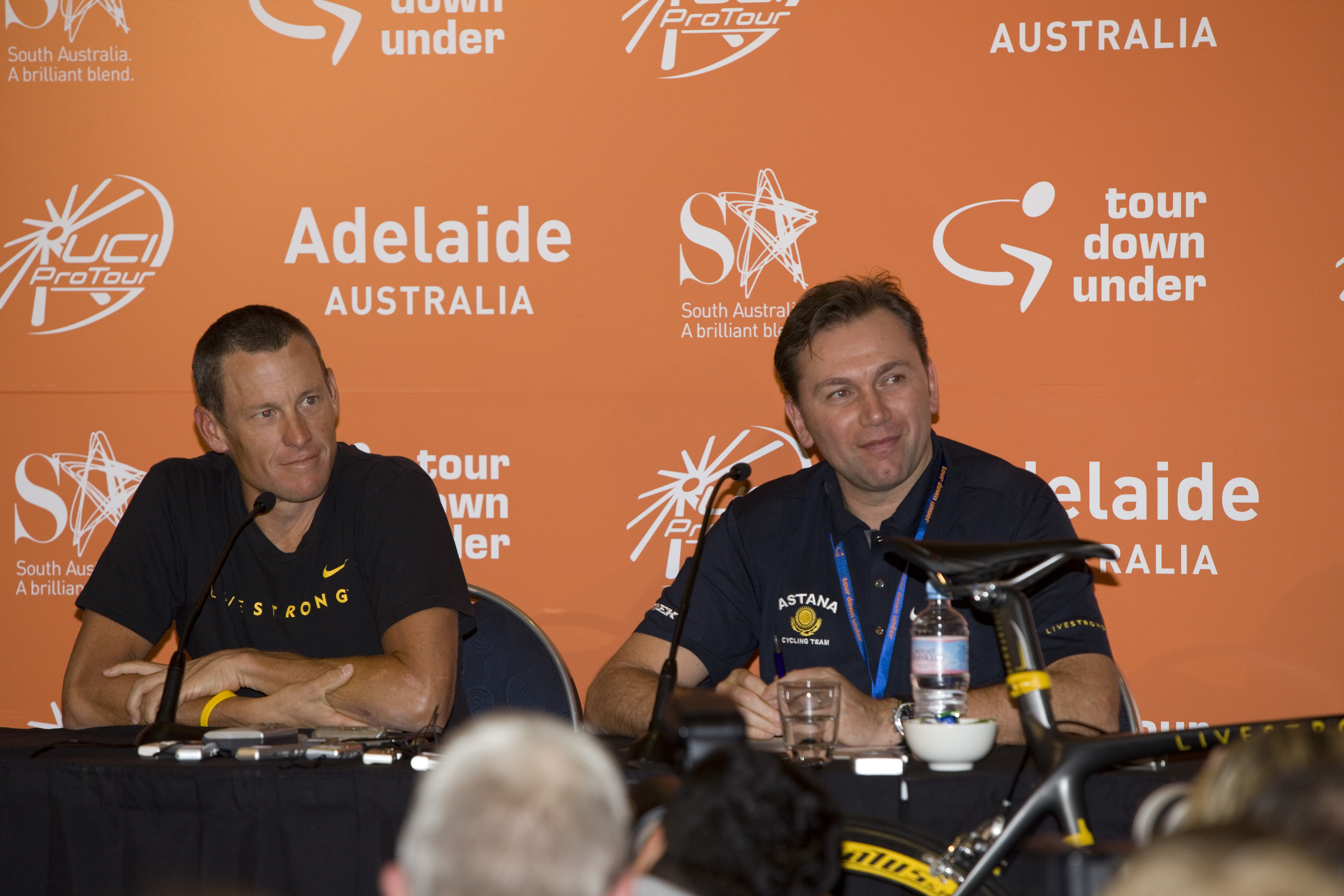
Lance Armstrong y Johan Bruyneel, en una rueda de prensa conjunta en enero.

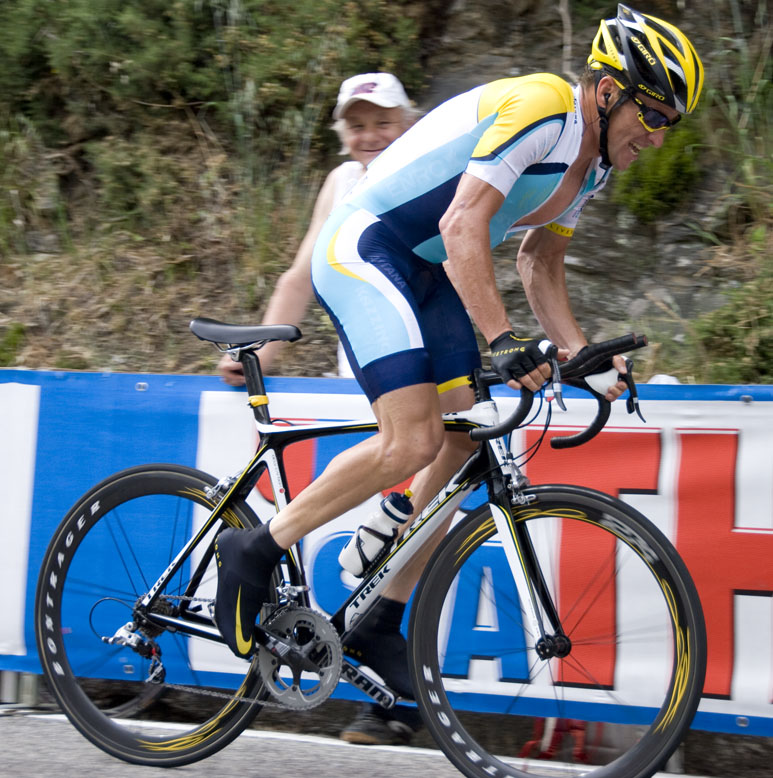
Armstrong, con la equipación sin el nombre Astana en el Giro de Italia 2009.

##### Regreso de Armstrong
De cara a la temporada 2009 se anunció el regreso al ciclismo de Lance Armstrong con el equipo Astana. Armstrong, en ese momento heptacampeón del Tour de Francia, había estado tres años retirado del ciclismo profesional (2006-2008) y volvía a la competición con 37 años y en el equipo dirigido por su amigo Johan Bruyneel, director en los siete victoriosos Tours del tejano con los equipos US Postal y su posterior denominación, Discovery Channel.
El regreso de Armstrong, quien anunció su intención de correr el Tour de ese año (al que sí podría ir el Astana, tras el veto del año anterior), despertó un gran interés, así como el hecho de que fuera a compartir equipo con Alberto Contador, ganador del Tour de Francia en 2007 y del Giro de Italia y la Vuelta a España en 2008. El primer encuentro entre Armstrong y Contador tuvo lugar en la concentración invernal del equipo en Tenerife, en diciembre de 2008. Sin embargo, Armstrong y Contador disputarían distintas carreras de preparación para su objetivo de estar al máximo en el Tour de Francia.

##### Diferencias por Vinokourov
Durante la primavera el gobierno kazajo tuvo un choque con Bruyneel y Armstrong cuando ambos se manifestaron contrarios al retorno de Alexander Vinokourov una vez que este cumpliera su sanción a finales de julio.  Kazajistán no pagó los sueldos de abril y la UCI le dio un plazo hasta el 31 de mayo para hacerlo. Incluso durante el Giro de Italia, Armstrong y 7 compañeros más borraron del maillot la palabra "Astana", excepto el kazajo Andrey Zeits. Finalmente el gobierno de Kazajistán pagó las deudas y aseguró los sueldos hasta fin de año, con la condición de que Bruyneel y Armstrong se fueran del equipo al terminar la temporada. Sabiendo que la situación ya no daba para más, ambos comenzaron a trabajar en el proyecto del Team RadioShack.
Pero el problema continuó ya que Bruyneel seguía contrario a fichar a Vinokourov. El belga al ser el mánager del equipo, era quién podía firmar el contrato con Vinokourov y en los acuerdos con Kazajistán figuraba que estaba obligado a contratar a diez ciclistas kazajos, condición que cumplía. Dos días antes de iniciar el Tour de Francia, "Vino" directamente amenazó a Bruyneel manifestando "Este equipo fue creado por mí. Si no hay trato, Johan tendrá que dejar el equipo".

##### Caminos separados
Los caminos hacia el Tour de Francia de las dos máximas figuras del equipo fueron distintos. Contador y Armstrong solo coincidieron en la Vuelta a Castilla y León, aunque de hecho solamente en una etapa ya que Armstrong abandonó.
Contador comenzó con la Vuelta al Algarve, carrera que ganó. Luego venció en dos etapas (la contrarreloj inicial y la etapa reina, con final en La Montagne de Lure) en la París-Niza, pero no pudo revalidar su triunfo del año anterior en la general como consecuencia de una pájara tras haber intentado saltar a los ataques de Luis León Sánchez en una etapa con constantes subidas y bajadas. En la Vuelta a Castilla y León finalizó 2.º y poco después ganó la Vuelta al País Vasco, donde además de la general (revalidando su triunfo de 2008) ganó también las dos etapas decisivas (la etapa reina con final en Arrate y la contrarreloj final de Zalla). Tras un parón para recuperarse, volvió poco antes del Tour con un tercer puesto en la Dauphiné Libéré y su triunfo en el Campeonato de España contrarreloj.
Armstrong, por su parte, regresó a la competición en el Tour Down Under. Luego corrió en su país en el Tour de California donde finalizó 7.º y posteriormente la Milán-San Remo. Poco después acudió a la Vuelta a Castilla y León, donde en la primera etapa sufrió una caída y se fracturó la clavícula, circunstancia que perjudicó su preparación para el Giro de Italia. Regresó a finales de abril en el Tour de Gila, donde fue 2.º. En el Giro, el tejano finalizó 12.º, en lo que era su primera participación en la ronda italiana, tras no haber podido aguantar el ritmo de los grandes favoritos en las etapas de alta montaña. Posteriormente hizo una concentración en altura en Aspen, Colorado.

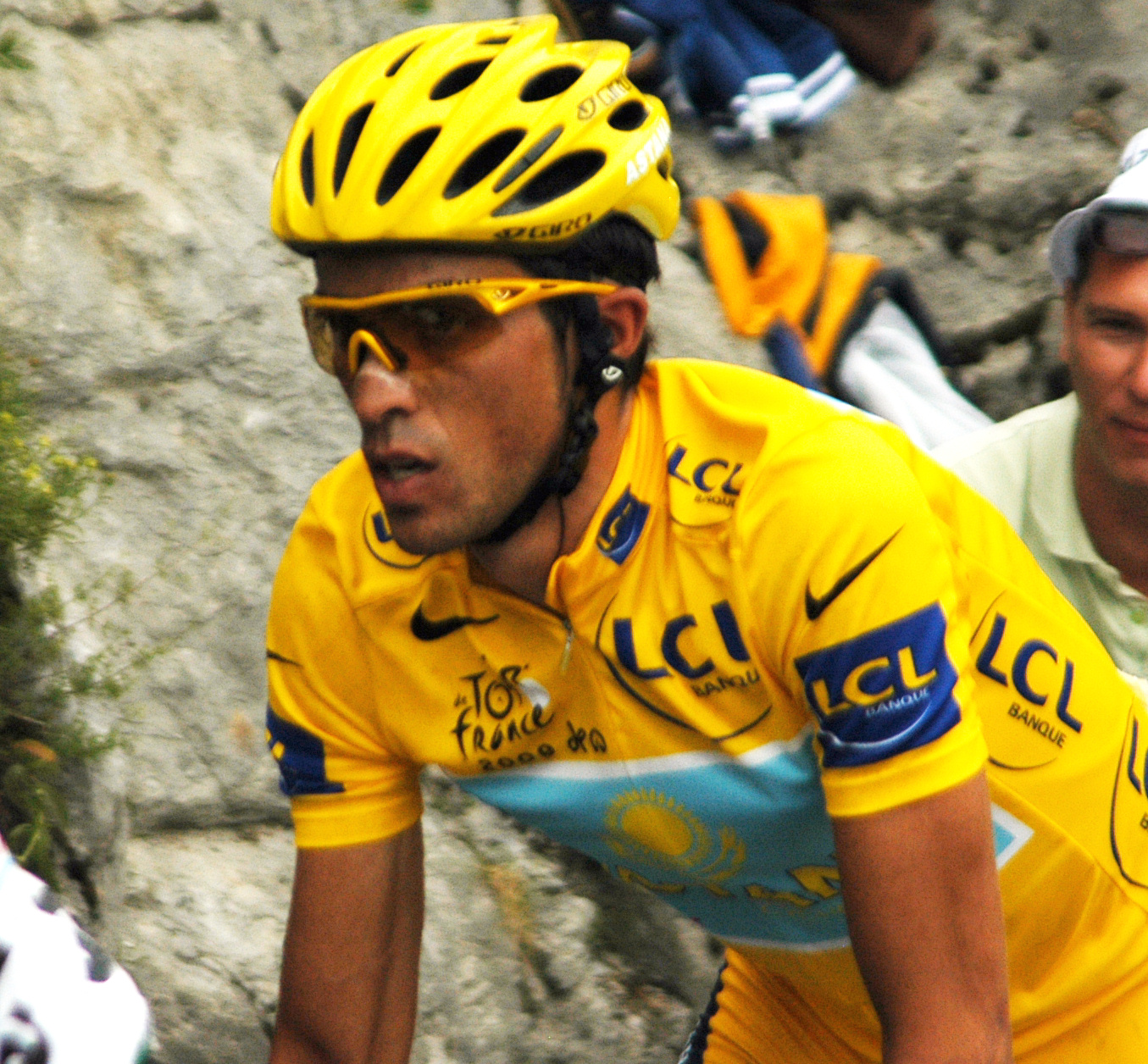
Alberto Contador, con el maillot amarillo.

##### Tour: Victoria, pero con relaciones complicadas
En el Tour de Francia, Alberto Contador ganó la clasificación general y dos etapas (incluyendo la contrarreloj larga junto al lago de Annecy, donde se impuso al especialista Fabian Cancellara). Lance Armstrong, en su regreso a la ronda francesa tras haberse ausentado las tres ediciones anteriores, logró ser tercero y subió así al podio, en el que Andy Schleck fue segundo. El equipo redondeó su buena actuación ganando la clasificación por equipos, además de haber obtenido la victoria en la contrarreloj por equipos. Andreas Klöden terminó sexto en la general, por lo que tres de los seis primeros (y dos de los tres que subieron al podio, incluyendo el ganador Contador) eran del Astana. El cuarto hombre del equipo con aspiraciones de cara a lograr un puesto de honor, Levi Leipheimer, tuvo que retirarse como consecuencia de una caída antes de la llegada de las etapas decisivas de montaña.

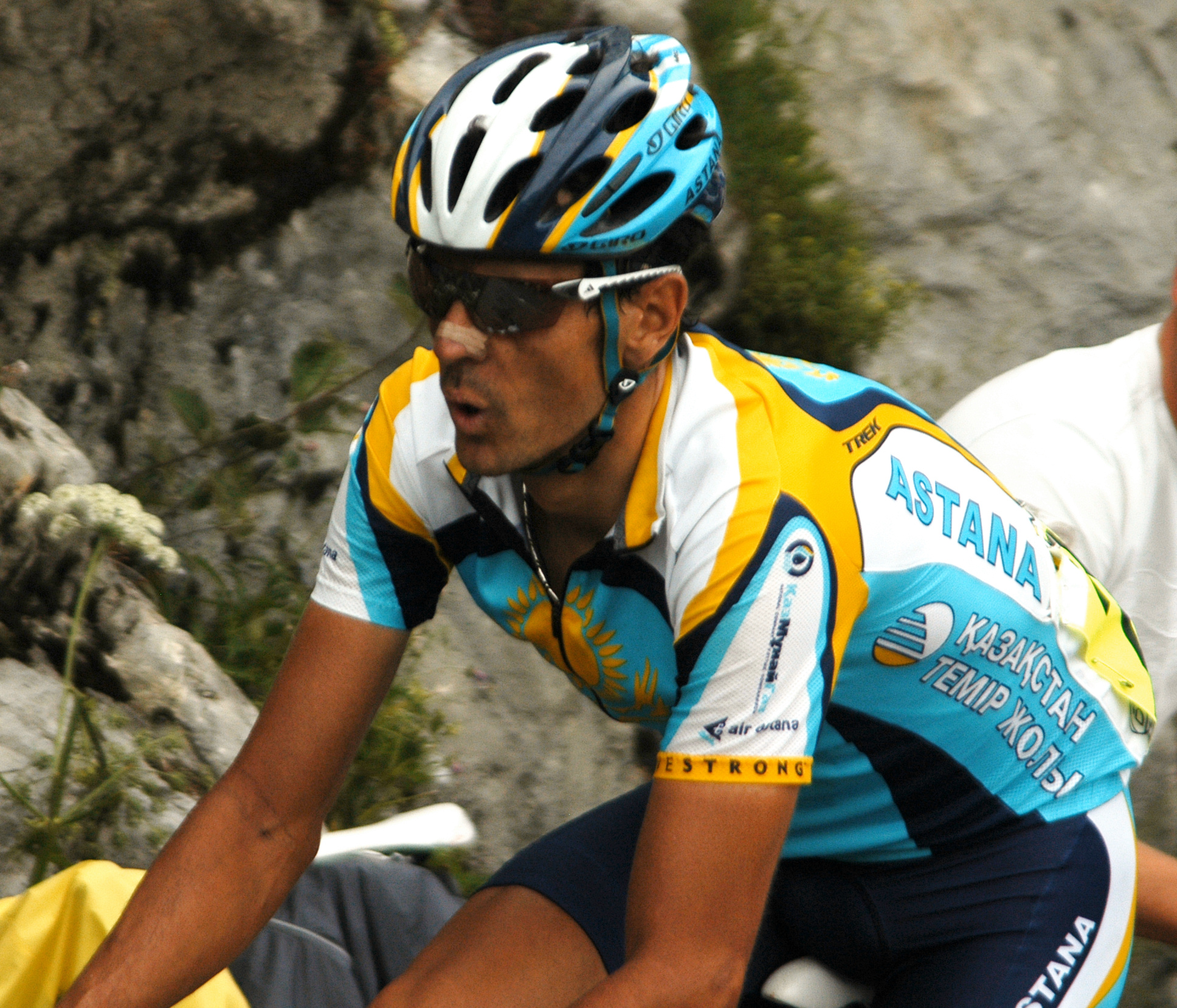
Andreas Klöden, en el ascenso a La Colombiere.

Sin embargo, los triunfos registrados en la Grande Boucle se vieron eclipsados por las tensiones internas entre Contador y la estructura del binomio Armstrong/Bruyneel. Si bien en lo previo Bruyneel había declarado que Contador sería el jefe de filas y que entre el español y Armstrong no había rivalidad, en los hechos fue todo lo contrario.
Esas malas relaciones se hicieron visibles en la tercera etapa cuando a impulso del equipo Columbia-HTC se produjo un corte en el pelotón a falta de 20 km. Mientras Contador quedó el pelotón principal, Armstrong, Zubeldia y Popoviych quedaron en el grupo fugado y por orden de Bruyneel pasaban a dar relevos. En meta, el español perdió 41 s, lo que llevó a que bajara de la segunda posición a la cuarta en la general y que Armstrong ascendiera a la tercera. Luego, en la etapa alpina con meta en Le Grand-Bornand y cuando Contador ya era el líder de la general, un cuarteto de cabeza formado por dos corredores del Astana (el maillot amarillo Contador y Klöden) y dos del Saxo Bank (Andy y Frank Schleck) iban en fuga cuando se produjo el ataque de Contador en la subida a La Colombiere, que no descolgó a sus rivales pero sí a su compañero de equipo Klöden, quien perdió así sus opciones de subir al podio. En meta Contador pidió disculpas, pero igual recibió críticas de Leipheimer y Armstrong a través de Twitter. A día siguiente, Bruyneel prefirió seguir a Armstrong en la crono de Annecy y no al líder de la carrera Contador. Tras la etapa, Armstrong anunció la creación de un nuevo equipo para 2010, el RadioShack, al que en las siguientes semanas se unieron Bruyneel y la mayor parte de corredores del Astana durante la era del director belga (incluyendo a Leipheimer, Klöden, Horner, Rubiera, Zubeldia, Brajkovič, Popovych y Paulinho), así como el patrocinio de la marca de bicicletas Trek.

##### Regreso de Vinokourov
Mientras tanto a principios de agosto se produjo el regreso de Alexander Vinokourov a las carreteras luego de la suspensión. Todavía no se había llegado a un acuerdo con Bruyneel y corrió un critérium en Francia y el Tour de l'Ain defendiendo a la selección de Kazajistán. El 24 de agosto, las negociaciones llegaron a puerto y firmó un nuevo contrato, siendo incluido en el equipo para la Vuelta a España. El regreso de Vinokourov como era de esperar no fue el mejor. Fuera de forma, no largó en la 12.ª etapa tras el día de descanso. Tras el regreso, Vinokourov apostó fuerte por Contador, declarando que la prioridad era mantenerlo en el equipo y que quería que fuese el líder en 2010, estando dispuesto a ayudar al español en el Tour.

### Nueva era

#### 2010: Lieja para Vinokourov y Tour para Contador
Para la temporada 2010 el equipo fue vestido por Moa y usó bicicletas Specialized. El gobierno de Kazajistán invirtió en el proyecto 14,5 millones de euros, con lo cual se garantizaba la continuidad de Alberto Contador en el equipo junto con un bloque de corredores nuevos que le ayudaran en sus objetivos, tras la partida de 12 corredores del 2009 al Team RadioShack. Algunos de los nuevos nombres del equipo eran los españoles Óscar Pereiro, David de la Fuente y Josep Jufré, los italianos Paolo Tiralongo y Enrico Gasparotto y los kazajos Valentin Iglinskiy y Dmitriy Fofonov.
Repitiendo el calendario del año anterior, Contador ganó Algarve, París-Niza y la Vuelta a Castilla y León y fue  2.º en el Critérium del Dauphiné y 3.º en la Flecha Valona. Mientras Vinokourov, sabiendo que el español sería el líder en el Tour, centró su temporada en el Giro de Italia y las clásicas, esperando estar en la ronda gala como gregario del de Pinto.

##### Lieja: El retorno de Vinokourov
A finales de abril, Vinokourov ganó el Giro del Trentino y luego logró la primera victoria importante desde su regreso cuando se impuso en la Lieja-Bastoña-Lieja al concretar una escapada junto al ruso Alexandr Kolobnev. Más de un año después, Vinokourov fue acusado de haberle "comprado" la victoria a Kolobnev por una revista suiza, y ambos fueron llamados a declarar a la UCI. En el Giro de Italia logró vestir la maglia rosa durante 5 jornadas y finalizó en la 6.ª posición.

##### Tour de Francia: Triunfo de Contador y posterior descalificación
En lo previo al Tour de Francia se suponía que la lucha por el título sería entre Alberto Contador y Andy Schleck. El español sería el líder del equipo, con Vinokourov formando parte de él. Tras el paso por los Alpes, Schleck comandaba la clasificación general y Contador era 2.º a 41 segundos del luxemburgués. En la etapa 12 Vinokourov formó parte de la escapada del día, siendo el último en ceder. Fue alcanzado y sobrepasado por el propio Contador y Purito Rodríguez (que habían salido del pelotón) en el último kilómetro y Contador recortó 10 segundos la ventaja de Schleck. Al día siguiente, Vinokourov se tomó revancha y ganó la etapa en Revel, tras atacar a 6 km para la meta y llegar en solitario. En la 15.ª etapa, en pleno ascenso al Port de Balès y a 22 km para el final, Andy Schleck atacó, Contador respondió al demarrage y cuando estaba por alcanzarlo al luxemburgués se le salió la cadena. Contador continuó y junto a Samuel Sánchez y Denis Menchov dejaron a Schleck atrás, quien tuvo que detenerse a reparar el desperfecto. En la meta, Contador llegó 39 segundos antes y se colocó el maillot amarillo por primera vez en la carrera. Esta situación de aprovecharse de la avería mecánica provocó un fuerte debate sobre si la actitud de Contador había sido correcta o no. Mientras unos se inclinaban porque debería haberlo esperado, otros aseguraban que son situaciones de carrera. La ventaja de 8 segundos en la general, Contador la amplió a 39 en la contrarreloj de la penúltima etapa, coronándose así, triple ganador del Tour. Dos meses después se anunció el posible caso de dopaje por clenbuterol y tras más de un año y medio finalmente le fue quitada la victoria y otorgada a Schleck.

##### Salida de Alberto Contador
Durante la disputa del Tour, los responsables del equipo mantuvieron contactos con Contador, con el fin de renovar el contrato que vencía a fin de año. Las partes no estaban muy lejos de acordar pero las ofertas de otros equipos interesados produjeron un distanciamiento en las negociaciones. El equipo Astana, al día siguiente de terminar el Tour, le envió un ultimátum pidiéndole que definiera que haría. Contador rechazó el ultimátum y no aceptó renovar con el equipo kazajo. Una semana después se confirmó que Contador se marchaba al Saxo Bank de Bjarne Riis, para sustituir a su principal rival en el Tour, Andy Schleck.

#### 2011: Temporada sin grandes brillos

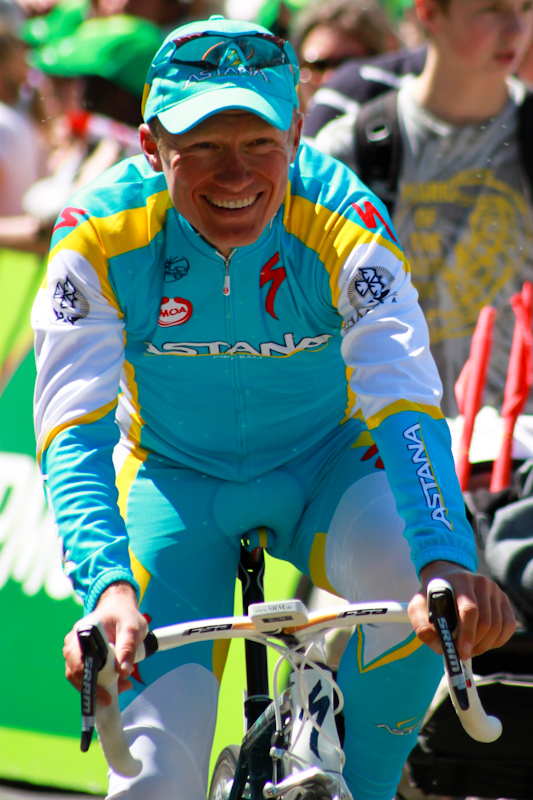
Vinokourov en el Tour de Romandía 2011.

La salida de Contador también produjo que se marcharan el resto de los españoles. Benjamín Noval, Jesús Hernández y Dani Navarro siguieron al pinteño al Saxo Bank. Para sustituir las bajas llegaron como principales contrataciones, Roman Kreuziger y Robert Kiserlovski del Liquigas-Doimo.
Con Vinokourov y Kreuziger como máximas figuras, al inicio de la temporada "Vino" anunció que sería su última temporada como ciclista profesional y que esperaba vestirse de amarillo en el Tour de Francia. Kreuziger por su parte sería el líder en el Giro de Italia.
Pero las cosas no salieron tan bien como en temporadas anteriores. Hubo algunos triunfos de etapa como en la París-Niza (Rémy Di Gregorio), la Vuelta al País Vasco y el Tour de Romandía (Vinokourov) o el Giro de Italia (Paolo Tiralongo). En el Giro se ganó la clasificación por equipos y Roman Kreuziger fue sexto (quinto luego de la desclasificación de Contador) y Vinokourov fue tercero en el Tour de Romandía y el Critérium del Dauphiné. Pero el momento más amargo para el Astana llegó durante el Tour de Francia, cuando Vinokourov abandonó en la 9.ª etapa tras caerse bajando el Paso de Peyrol y fracturarse la cabeza del fémur. El máximo líder del equipo debió ser operado y en principio anunció que se retiraba del ciclismo profesional, pero un mes y medio después comenzó a entrenar y se replanteó la situación. Decidió seguir una temporada más ya que las pocas victorias habían colocado al equipo en la 14.ª posición del UCI WorldTour con solo 434 puntos, 230 obtenidos por Vinokourov y sin sus puntos, el Astana corría riesgo de perder la categoría ProTeam.

#### 2012: Vinokurov, último año como ciclista
La contratación más importante para 2012 fue la del esloveno Janez Brajkovič, que retornó al equipo luego de dos años en el RadioShack. Junto a Aleksandr Vinokúrov y Roman Kreuziger, sería uno de los líderes del equipo.
En marzo Kreuziger tuvo una buena Tirreno-Adriático, donde fue tercero. En las clásicas se redondeó una destacable actuación con la victoria de Enrico Gasparotto en la Amstel Gold Race y en la Lieja-Bastoña-Lieja donde ganó Maxim Iglinskiy y Gasparotto fue tercero.
En el Giro de Italia Kreuziger nuevamente fue el líder. El Astana ganó dos etapas, la 7.ª por intermedio de Paolo Tiralongo en Rocca di Cambio y la 19.ª por el propio Kreuziger en forma solitaria en Alpe di Pampeago. El checo fue el mejor del equipo en la clasificación general pero lejos de la pelea, en la posición 15.ª a 20 minutos de ganador Ryder Hesjedal.
Mientras tanto Vinokúrov prácticamente no había corrido durante la temporada. Corrió en febrero el Tour de Langkawi y en principio estaría en el Giro, pero prefirió centrarse en el Tour y los juegos olímpicos. Regresó a las carreteras recién en junio en el Critérium del Dauphiné donde su compañero Brajkovič finalizó 7.º. El Tour de Francia era la última Gran Vuelta que correría el kazajo, y aunque destacó con varios ataques y en la etapa reina de los Pirineos donde llegó 4.º, no pudo finalizar mejor que 31.º. Janez Brajkovič, que fue el líder para el Tour finalizó 9.º.
Una semana después de finalizado el Tour, Vinokúrov se alzó con la medalla de oro en la carrera en ruta de los Juegos Olímpicos de Londres. Luego de ese triunfo, dijo adiós definitivo al ciclismo activo en la Clásica de San Sebastián donde corrió su última carrera y posteriormente fue confirmado como nuevo mánager general del equipo a partir de 2013.

#### 2013: Vincenzo Nibali, nuevo líder
El bajo rendimiento de Roman Kreuziger en el cual estaban sembradas esperanzas, hacía suponer su salida para 2013. Esto más el retiro de Vinokúrov, llevó al Astana a buscar un nuevo líder para el equipo. El mismo fue Vincenzo Nibali que tras desavenencias con su equipo (el Liquigas) decidió marcharse y luego de ser 3.º en el Tour 2012, fue contratado por el equipo. Nibali trajo consigo a dos gregarios de su confianza como Valerio Agnoli y Alessandro Vanotti. Además se sumó la llegada de Jakob Fuglsang, mientras que las bajas principales fueron las de Kreuziger y Robert Kiserlovski.
Los objetivos de Nibali para la temporada eran dos, Giro y Vuelta, y los resultados no se hicieron esperar. Ganó la Tirreno-Adriático, por sobre Chris Froome y Alberto Contador y posteriormente el Giro del Trentino. Mientras en las clásicas para destacar la 2.ª posición de Borut Božič en la Gante-Wevelgem.

##### Nibali: Victoria en Giro de Italia

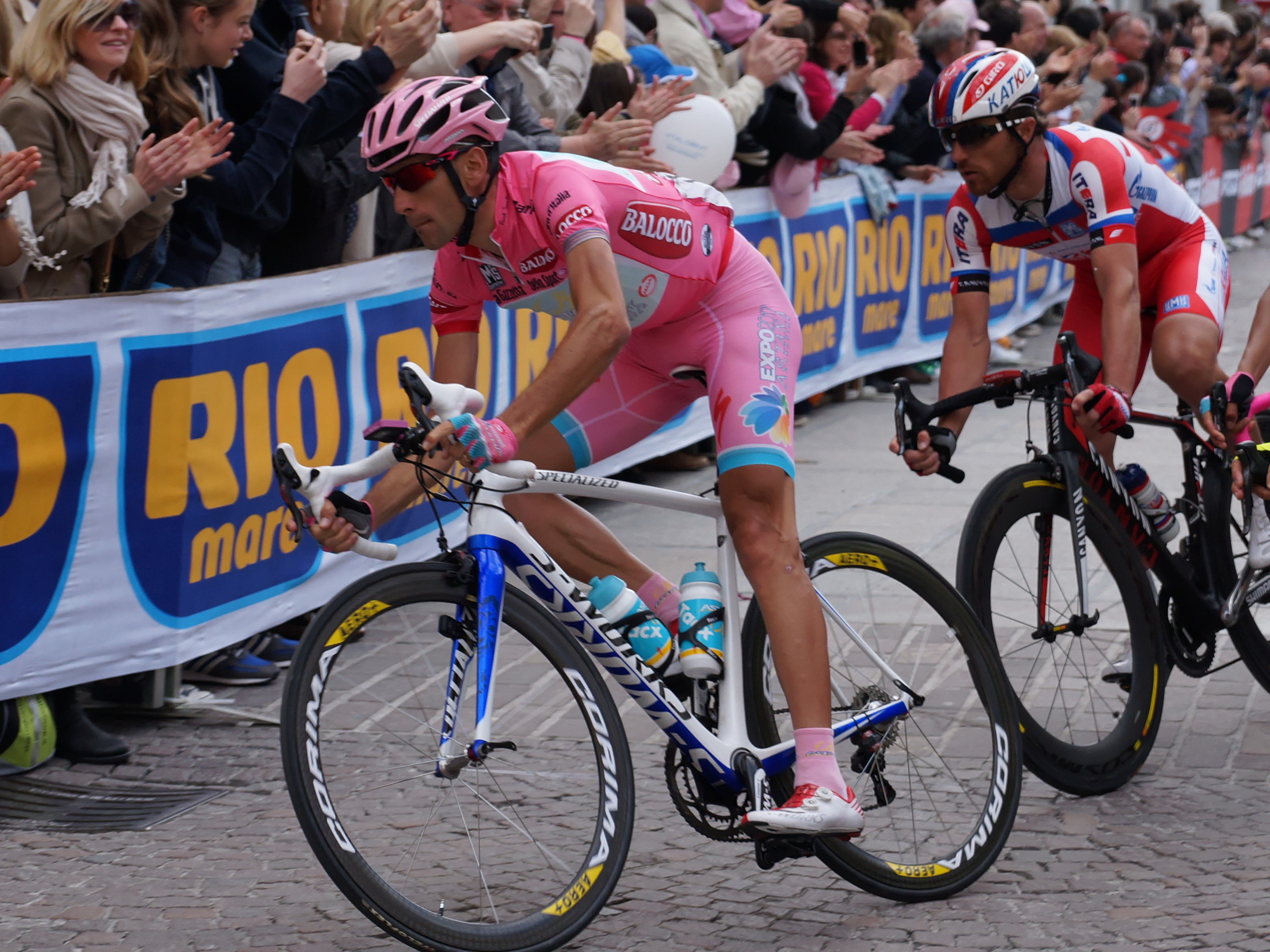
Vincenzo Nibali durante la última etapa del Giro de Italia 2013.

Para el Giro de Italia el "tiburón del estrecho" (apodo de Nibali) llegó como favorito.  Sus principales rivales en lo previo Bradley Wiggins (ganador del Tour 2012) y Ryder Hesjedal (ganador del Giro 2012) ya en las primeras etapas mostraron que no estaban al nivel del italiano. En la 7.ª mientras Nibali era 2.º en la general, Hesjedal aún estaba cerca, a 3 segundos y Wiggins ya estaba a 1 min 30 s. En la contrarreloj de la 8.ª etapa con el cuarto tiempo le alcanzó para ponerse la maglia rosa y de allí en más fue aumentando las diferencias. En la etapa con final en Altopiano del Montasio Hesjedal se derrumbó y perdió más de 20 minutos. Al día siguiente Wiggins perdió 3 minutos y ambos abandonaron la carrera al finalizar la 12.ª etapa. Cadel Evans a 41 segundos era el más cercano en la general pero Nibali se encargó de distanciarlo en la llegada al Monte Jafferau, donde le cedió el triunfo a Mauro Santambrogio. Luego ganó la cronoescalada y por último en la Tres Cimas de Lavaredo para adjudicarse el Giro 2013 con diferencias de casi 5 minutos sobre el 2.º, Rigoberto Urán y casi 6 sobre el 3.º, Cadel Evans.
En el Tour de Francia no presentó corredores con aspiraciones al título. Con Janez Brajkovič como líder y Jakob Fuglsang como segunda opción, el equipo sufrió una racha de caídas que hicieron abandonar a cuatro integrantes (inclusive Brajkovič) mermando sensiblemente la actuación. Fuglsang en la 7.ª colocación fue el mejor del equipo en la ronda gala.

##### Vuelta a España: Nibali muy cerca
En la segunda parte de la temporada Nibali aprontaba el siguiente objetivo del año, la Vuelta a España, siendo 3.º en la Vuelta a Burgos.
La Vuelta a España comenzó de la mejor forma. El Astana ganó la contrarreloj por equipo inicial y Janez Brajkovič se vistió de rojo. En la 2.ª etapa con final en el Monte da Groba cedió el maillot, pero a Vincenzo Nibali. El italiano lo perdió al día siguiente a manos de Chris Horner (RadioShack Leopard) en la llegada al Mirador de Lobeira, pero lo recuperó en la 4.ª etapa en Finisterre. En el Alto de Peñas Blancas perdió la primera posición cayendo al cuarto lugar recuperando el maillot en la contrarreloj en Tarazona.
Las diferencia con Horner (su principal rival) era escasa y rondaba los 50 segundos. Pero el italiano sufrió un bajón, primero en Aramón Formigal y luego en Peña Cabarga y en el Alto del Naranco. Horner le descontó en cada llegada en alto algunos segundos, hasta que en el Naranco relegó a Nibali a la segunda posición, aunque solo los distanciaban 3 segundos. La última oportunidad para Nibali era la llegada en el Angliru y lo intentó desde muy lejos atacando a falta de 7 km. Se distanció algunos metros pero el estadounidense con un paso firme y tranquilo volvió a conectarlo. No menos de cuatro veces lo intentó Nibali, siempre con el mismo resultado hasta que ya agotado tuvo que ceder ante un contraataque de Horner, debiendo conformarse con la segunda posición en la general.

#### 2014
Con el triunfo en el Giro de Italia del año anterior, el principal objetivo del Astana en 2014 era ir por el Tour de Francia con Vincenzo Nibali. Para armar un fuerte equipo que ayudara al "tiburón" en la montaña, se contrató a Michele Scarponi que venía de 4 años consecutivos en el top 5 de la corsa rosa. También llegaron Lieuwe Westra y Mikel Landa.

##### Giro: Fabio Aru, la revelación
Scarponi fue el líder del equipo para el Giro, en el cual partía como uno de los candidatos. Estaba secundado en la montaña por Janez Brajkovič, Paolo Tiralongo, Valerio Agnoli, Mikel Landa y la joven promesa italiana Fabio Aru quien había sido 5.º el año anterior en la etapa que ganó Nibali en las Tres Cimas de Lavaredo. Ya en las primeras etapas, Scarponi demostró que no estaba en las mejores condiciones y en la 8.ª jornada perdió toda oportunidad de llegar al podio de la carrera al finalizar esa etapa a casi 10 minutos y terminaría abandonando en la etapa 16.
Mientras tanto Aru se transformó en la revelación del Giro. En las primeras jornadas se mantenía con los mejores y se encontraba 5.º en la general. Con un rendimiento muy regular, terminó en la 3.ª posición del podio, solo superado por los colombianos Quintana y Urán. Los mejores momentos del joven italiano se vieron en la 15.ª etapa, ganando en solitario en Plan di Montecampione y la 2.ª ubicación en la cronoescalada de la Cima Grappa, donde solo fue superado por Quintana.

##### Tour: Nibali sin rivales

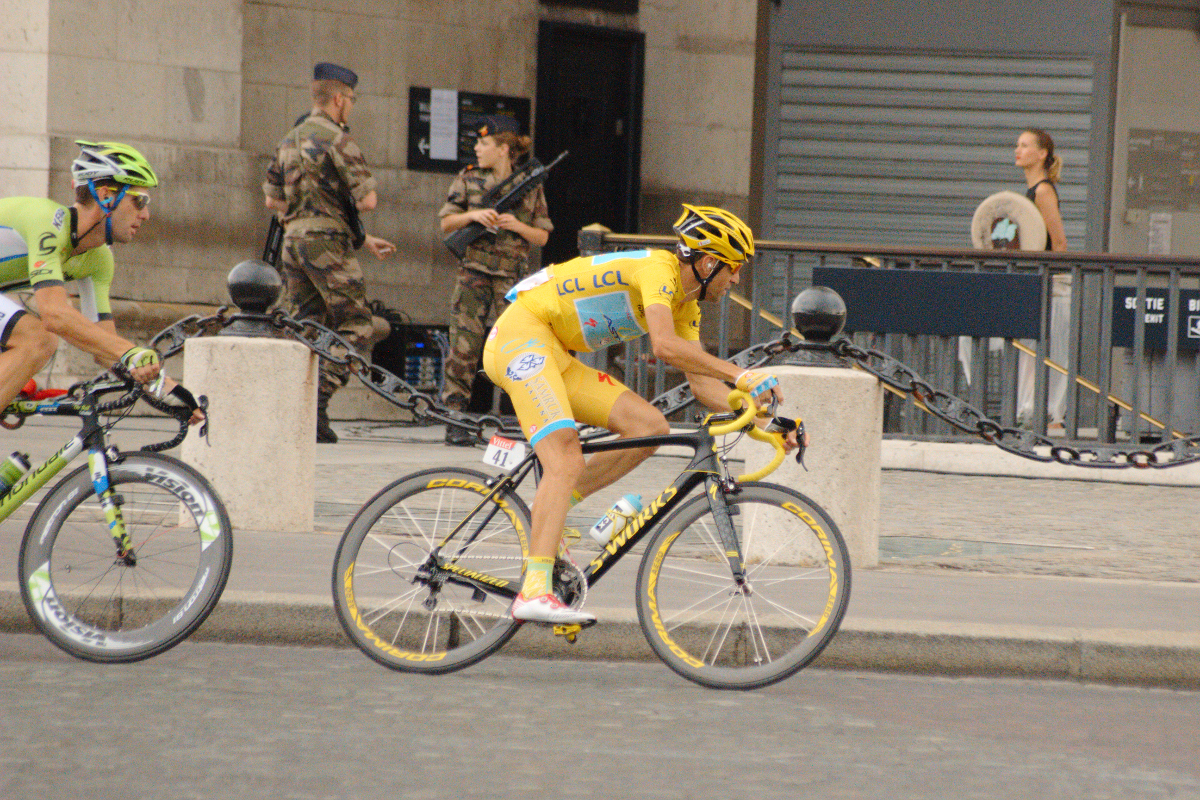
Nibali en la última etapa del Tour.

En septiembre del 2014, la UCI comunicó que Valentin Iglinskiy había dado positivo de EPO en un control antidopaje mientras disputaba el Eneco Tour. El ciclista reconoció el consumo y fue despedido del equipo.

## Corredor mejor clasificado en las Grandes Vueltas
| Año  | Giro de Italia          | Tour de Francia          | Vuelta a España         |
| ---- | ----------------------- | ------------------------ | ----------------------- |
| 2007 | 3.º Eddy Mazzoleni      | Abandono                 | -                       |
| 2008 | 1.º Alberto Contador    | -                        | 1.º Alberto Contador    |
| 2009 | 4.º Levi Leiphemer      | 1.º Alberto Contador     | 13.º Dani Navarro       |
| 2010 | 6.º Aleksandr Vinokúrov | 15.º Aleksandr Vinokúrov | 22.º Josep Jufré        |
| 2011 | 5.º Roman Kreuziger     | 39.º Rémy Di Gregorio    | 18.º Robert Kiserlovski |
| 2012 | 15.º Roman Kreuziger    | 9.º Janez Brajkovič      | 34.º Andréi Kashechkin  |
| 2013 | 1.º Vincenzo Nibali     | 7.º Jakob Fuglsang       | 2.º Vincenzo Nibali     |
| 2014 | 3.º Fabio Aru           | 1.º Vincenzo Nibali      | 5.º Fabio Aru           |
| 2015 | 2.º Fabio Aru           | 4.º Vincenzo Nibali      | 1.º Fabio Aru           |
| 2016 | 1.º Vincenzo Nibali     | 13.º Fabio Aru           | 11.º Michele Scarponi   |
| 2017 | 14.º Dario Cataldo      | 5.º Fabio Aru            | 8.º Miguel Ángel López  |
| 2018 | 3.º Miguel Ángel López  | 12.º Jakob Fuglsang      | 3.º Miguel Ángel López  |
| 2019 | 7.º Miguel Ángel López  | 19.º Alexey Lutsenko     | 5.º Miguel Ángel López  |
| 2020 | 6.º Jakob Fuglsang      | 6.º Miguel Ángel López   | 11.º Aleksandr Vlasov   |
| 2021 | 4.º Aleksandr Vlasov    | 7.º Alexey Lutsenko      | 26.º Ion Izagirre       |
| 2022 | 4.º Vincenzo Nibali     | 9.º Alexey Lutsenko      | 4.º Miguel Ángel López  |
| 2023 | 24.º Luis León Sánchez  | 34.º Harold Tejada       | 46.º Andrey Zeits       |
| 2024 | 12.º Lorenzo Fortunato  | 74.º Harold Tejada       | 16.º Lorenzo Fortunato  |
| 2025 | 21.º Diego Ulissi       | 14.º Sergio Higuita      | Bandera de ?            |

## Equipo filial
En 2012 se creó su filial, el Continental Team Astana (código UCI: AS2). Que vino a recuperar el ciclismo kazajo en categorías profesionales inferiores ya que el último equipo en esas categorías fue el Ulan desaparecido en 2008.
En el año 2014 el equipo filial se vio comprometido en una serie de problemas de dopaje con tres corredores dando positivo por EPO, por lo cual el mánager general del Astana Alexandre Vinokourov se vio obligado a suspender la actividad del equipo filial.

## Material ciclista
- Bicicletas: Wilier triestina
- Componentes: shimano
- Ruedas: Corima
- Equipación: Giordana
- Sillines: argón 18
- Cascos: Limar
- Vehículos: Volkswagen

## Equipación
| 2007-2016 | 2017-2021 |

## Resultados

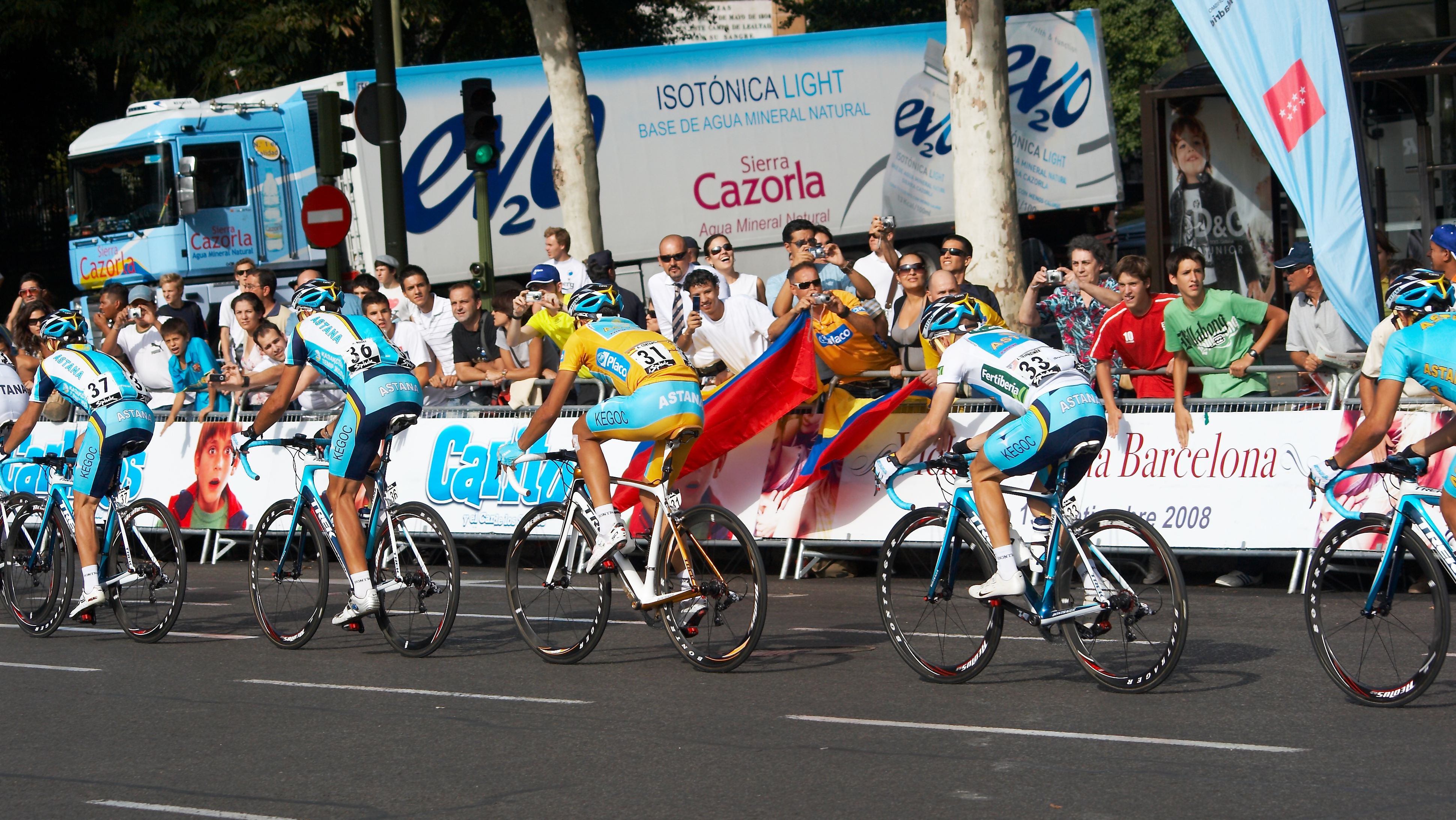
Parte del equipo Astana pasando por el Paseo del Prado, en Madrid, durante la última etapa de la vuelta a España 2008. De izquierda a derecha: Paulinho, Noval González, Contador y Leipheimer.

En la temporada 2007 logró un total de 21 victorias, destacando las 2 logradas por Alexander Vinokourov en el Tour de Francia, y la victoria de etapa de Paolo Savoldelli en el Giro de Italia. También destaca la actuación en la Dauphiné Libéré, con 2 etapas de Alexandre Vinokourov, 1 de Antonio Colom y 1 de Maxim Iglinskiy. Otras victorias destacadas son la etapa de Andreas Klöden en la Tirreno-Adriático, y 1 etapa de Paolo Savoldelli en el Tour de Romandía.
En la temporada 2008 logró un total de 31 victorias, destacando la Clasificación General del Giro de Italia y de la Vuelta a España logradas por Alberto Contador, además de las 2 victorias de etapa de Levi Leipheimer y las 2 de Alberto Contador en la Vuelta a España. También destacan las victorias ProTour, con las 2 etapas y la General de la Vuelta al País Vasco de Alberto Contador, 1 etapa y la General del Tour de Romandía de Andreas Klöden y 1 etapa de la Dauphiné Libéré de Levi Leipheimer y otra en el Tour de Romandía de Maxim Iglinskiy. Otras victorias destacadas son las 2 etapas y la General de la Vuelta a Castilla y León de Alberto Contador, la etapa de José Luis Rubiera en la Vuelta a Murcia y la victoria en la Clásica de los Puertos de Levi Leipheimer. Además logró 3 Campeonatos nacionales en contra-reloj, y otros 3 en ruta.

## Clasificaciones UCI
A partir de 2005 la UCI instauró el circuito profesional de máxima categoría, el UCI ProTour, donde el equipo está desde que se creó en 2007. Las clasificaciones del equipo y de su ciclista más destacado son las siguientes:
| Año  | Clasificación por equipos | Mejor corredor en la clasificación individual | Posición |
| 2007 | 12.º                      | Andreas Klöden                                | 31.º     |
| 2008 | 2.º                       | Andreas Klöden                                | 3.º      |

Tras discrepancias entre la UCI y los organizadores de las Grandes Vueltas, en 2009 se tuvo que refundar el UCI ProTour en una nueva estructura llamada UCI World Ranking, formada por carreras del UCI World Calendar; el equipo siguió siendo de categoría UCI ProTour.
| Año  | Clasificación por equipos | Mejor corredor en la clasificación individual | Posición |
| 2009 | 1.º                       | Alberto Contador                              | 1.º      |
| 2010 | 8.º                       | Alexandre Vinokourov                          | 11.º     |
| 2011 | 14.º                      | Alexandre Vinokourov                          | 16.º     |
| 2012 | 10.º                      | Roman Kreuziger                               | 20.º     |
| 2013 | 5.º                       | Vincenzo Nibali                               | 5.º      |
| 2014 | 10.º                      | Vincenzo Nibali                               | 5.º      |
| 2015 | 5.º                       | Fabio Aru                                     | 5.º      |
| 2016 | 10.º                      | Vincenzo Nibali                               | 12.º     |
| 2017 | 15.º                      | Fabio Aru                                     | 26.º     |
| 2018 | 6.º                       | Michael Valgren                               | 12.º     |
| 2019 | 5.º                       | Jakob Fuglsang                                | 3.º      |
| 2020 | 7.º                       | Jakob Fuglsang                                | 5.º      |
| 2021 | 13.º                      | Aleksandr Vlasov                              | 35.º     |
| 2022 | 21.º                      | Miguel Ángel López                            | 61.º     |
| 2023 | 20.º                      | Alexey Lutsenko                               | 46.º     |

## Palmarés
Para años anteriores, véase Palmarés del XDS Astana Team

### Palmarés 2025

#### UCI WorldTour
| Fechas     | Carreras                         | Ganador           |
| 1 de mayo  | 2.ª etapa de la Tour de Romandía | Lorenzo Fortunato |
| 27 de mayo | 16.ª etapa del Giro de Italia    | Christian Scaroni |

#### UCI ProSeries
| Fechas      | Carreras                               | Ganador             |
| 7 de abril  | 1.ª etapa del Tour de Hainan           | Matteo Malucelli    |
| 10 de abril | 4.ª etapa del Tour de Hainan           | Aaron Gate          |
| 29 de abril | 3.ª etapa del Tour de Turquía          | Lev Gonov           |
| 30 de abril | 4.ª etapa del Tour de Turquía          | Wout Poels          |
| 2 de mayo   | 6.ª etapa del Tour de Turquía          | Harold Martín López |
| 4 de mayo   | 8.ª etapa del Tour de Turquía          | Matteo Malucelli    |
| 4 de mayo   | Tour de Turquía                        | Wout Poels          |
| 16 de mayo  | 3.ª etapa del Tour de Hungría          | Harold Martín López |
| 18 de mayo  | Tour de Hungría                        | Harold Martín López |
| 31 de mayo  | 2.ª etapa de la Boucles de la Mayenne  | Aaron Gate          |
| 1 de junio  | Boucles de la Mayenne                  | Aaron Gate          |
| 11 de julio | 6.ª etapa de la Vuelta al Lago Qinghai | Henok Mulubrhan     |
| 13 de julio | Vuelta al Lago Qinghai                 | Henok Mulubrhan     |

#### Circuitos Continentales UCI
| Fechas        | Circuito             | Carreras                                  | Ganador             |
| 21 de febrero | UCI Europe Tour 2025 | Clásica Var                               | Christian Scaroni   |
| 22 de febrero | UCI Europe Tour 2025 | 1.ª etapa del Tour de los Alpes Marítimos | Christian Scaroni   |
| 23 de febrero | UCI Europe Tour 2025 | Tour de los Alpes Marítimos               | Christian Scaroni   |
| 24 de febrero | UCI Africa Tour 2025 | 1.ª etapa del Tour de Ruanda              | Henok Mulubrhan     |
| 6 de abril    | UCI Europe Tour 2025 | Tour de Grecia                            | Harold Martín López |
| 4 de mayo     | UCI Europe Tour 2025 | Famenne Ardenne Classic                   | Max Kanter          |
| 24 de junio   | UCI Europe Tour 2025 | Giro de los Apeninos                      | Diego Ulissi        |

#### Campeonatos nacionales
| Fechas      | Carreras                                    | Ganador          |
| 26 de junio | Campeonato de Kazajistán Contrarreloj (CRI) | Yevgeniy Fedorov |
| 29 de junio | Campeonato de Kazajistán en Ruta            | Yevgeniy Fedorov |

#### Campeonatos continentales
| Fechas        | Carreras                               | Ganador          |
| 11 de febrero | Campeonato Asiático Contrarreloj (CRI) | Yevgeniy Fedorov |

## Plantilla
Para años anteriores, véase Plantillas del XDS Astana Team

### Plantilla 2025
| Nombre                  | Nacimiento | Nacionalidad  | Equipo 2024                                  |
| Davide Ballerini        | 21/09/1994 | Italia        | Astana Qazaqstan Team                        |
| Alberto Bettiol         | 29/10/1993 | Italia        | Astana Qazaqstan Team                        |
| Cees Bol                | 27/07/1995 | Países Bajos  | Astana Qazaqstan Team                        |
| Clément Champoussin     | 29/05/1998 | Francia       | Arkéa-B&B Hotels                             |
| Anthon Charmig          | 25/03/1998 | Dinamarca     | Astana Qazaqstan Team                        |
| Nicola Conci            | 05/01/1997 | Italia        | Alpecin-Deceuninck                           |
| Yevgeniy Fedorov        | 16/02/2000 | Kazajistán    | Astana Qazaqstan Team                        |
| Lorenzo Fortunato       | 09/05/1996 | Italia        | Astana Qazaqstan Team                        |
| Aaron Gate              | 26/11/1990 | Nueva Zelanda | Burgos-BH                                    |
| Michele Gazzoli         | 04/03/1999 | Italia        | Astana Qazaqstan Team                        |
| Sergio Higuita          | 01/08/1997 | Colombia      | Red Bull-BORA-hansgrohe                      |
| Florian Samuel Kajamini | 28/02/2003 | Italia        | Team MBH Bank Colpack Ballan                 |
| Max Kanter              | 22/10/1997 | Alemania      | Astana Qazaqstan Team                        |
| Anton Kuzmin            | 20/11/1996 | Kazajistán    | Astana Qazaqstan Team                        |
| Harold Martín López     | 03/12/2000 | Ecuador       | Astana Qazaqstan Team                        |
| Matteo Malucelli        | 20/10/1993 | Italia        | JCL Team Ukyo                                |
| Fausto Masnada          | 06/11/1993 | Italia        | Soudal Quick-Step                            |
| Henok Mulubrhan         | 11/11/1999 | Eritrea       | Astana Qazaqstan Team                        |
| Wout Poels              | 01/10/1987 | Países Bajos  | Team Bahrain Victorious                      |
| Alessandro Romele       | 30/08/2003 | Italia        | Astana Qazaqstan Development Team            |
| Christian Scaroni       | 16/10/1997 | Italia        | Astana Qazaqstan Team                        |
| Ide Schelling           | 06/02/1998 | Países Bajos  | Astana Qazaqstan Team                        |
| Haoyu Su                | 26/10/2000 | China         | China Glory-Mentech Continental Cycling Team |
| Harold Tejada           | 27/04/1997 | Colombia      | Astana Qazaqstan Team                        |
| Mike Teunissen          | 25/08/1992 | Países Bajos  | Intermarché-Wanty                            |
| Davide Toneatti         | 09/04/2001 | Italia        | Astana Qazaqstan Development Team            |
| Diego Ulissi            | 15/07/1989 | Italia        | UAE Team Emirates                            |
| Darren van Bekkum       | 20/03/2002 | Países Bajos  | Team Visma \| Lease a Bike Development       |
| Simone Velasco          | 02/12/1995 | Italia        | Astana Qazaqstan Team                        |
| Nicolas Vinokurov       | 07/07/2002 | Kazajistán    | Astana Qazaqstan Team                        |